# Abjat-sur-Bandiat
 Abjat-sur-Bandiat , en occitano Ajac de Bandiat, y antiguamente Ajac, Ajat y Abjat-de-Nontron, es una población y comuna francesa, en la Región de Nueva Aquitania, departamento de Dordoña, en el distrito de Nontrón, cantón de Périgord Vert Nontronnais y región o antigua provincia de Périgord.
Está integrada en el Parque natural regional Périgord-Limousin. 

## Demografía
| Gráfica de evolución demográfica de Abjat-sur-Bandiat entre 2006 y 2018 |
|                                                                         |

Fuentes: INSEE.

## Personalidades relacionadas con la comuna
- René Dutin, político.